# 太田吾一

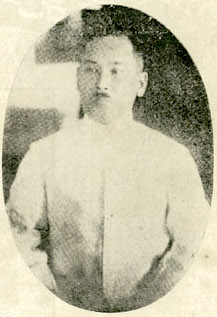
太田吾一

太田 吾一（おおた ごいち、1885年（明治18年）7月 - 没年不詳）は、台湾総督府官僚。弁護士。台北市尹、高雄州知事、台中州知事。

## 経歴
静岡県出身。旧制浜松中学、第六高等学校を経て、1910年（明治43年）に東京帝国大学法科大学法律科を卒業し、文部属となった。1913年（大正2年）、高等文官試験に合格し、静岡県小笠郡長、同周智郡長を務めた。その後、台湾総督府に転じ、台北州内務部教育課長、新竹州警務部長、台北市尹、高雄州知事、台中州知事を歴任した。
退官後の1933年（昭和8年）に弁護士を開業するが、後にやめて大日本聯合婦人会総務部長、満洲製糖株式会社参事を務めた。